# Limenitis fufia
Limenitis fufia är en fjärilsart som beskrevs av Hans Fruhstorfer 1915. Limenitis fufia ingår i släktet Limenitis och familjen praktfjärilar. Inga underarter finns listade i Catalogue of Life.